# 제17회 미국 배우 조합상
제17회 미국 배우 조합상은 2010년 뛰어난 활동을 보인 영화 배우를 기리기 위해 2011년 1월에 열린 시상식이다.

## 수상 및 후보

### 영화부문 앙상블상
- 킹스 스피치 - 톰 후퍼 수상
- 블랙 스완 - 대런 아로노프스키
- 파이터 - 데이빗 O. 러셀
- 에브리바디 올라잇 - 리사 촐로덴코
- 소셜 네트워크 - 데이빗 핀처

### 영화부문 여우주연상
- 블랙 스완 - 나탈리 포트만 수상
- 에브리바디 올라잇 - 아네트 베닝
- 래빗 홀 - 니콜 키드먼
- 윈터스 본 - 제니퍼 로렌스
- 컨빅션 - 힐러리 스웽크

### 영화부문 남우주연상
- 킹스 스피치 - 콜린 퍼스 수상
- 더 브레이브 - 제프 브리지스
- 겟 로우 - 로버트 듀발
- 소셜 네트워크 - 제시 아이젠버그
- 127 시간 - 제임스 프랭코

### 영화부문 여우조연상
- 파이터 - 멜리사 레오 수상
- 파이터 - 에이미 아담스
- 킹스 스피치 - 헬레나 본햄 카터
- 블랙 스완 - 밀라 쿠니스
- 더 브레이브 - 헤일리 스테인펠드

### 영화부문 남우조연상
- 파이터 - 크리스찬 베일 수상
- 윈터스 본 - 존 호키스
- 타운 - 제레미 레너
- 에브리바디 올라잇 - 마크 러팔로
- 킹스 스피치 - 제프리 러쉬

### 영화부문 스턴트 상
- 인셉션 수상
- 그린 존
- 로빈 후드

### TV드라마부문 앙상블연기상
- 보드워크 엠파이어 - 티모시 밴 패튼 외 1명 수상
- 클로저 - 아빈 브라운 외 5명
- 덱스터 - 마이클 쿠에스타 외 2명
- 더 굿 와이프 - 로드 홀콤 외 3명
- 매드 맨 - 팀 헌터 외 1명

### TV드라마부문연기상(여자)
- 더 굿 와이프 - 줄리아나 마굴리스 수상
- 데미지 - 글렌 클로즈
- 법과 질서 - 성범죄 수사대 - 마리스카 하지테이
- 매드 맨 - 엘리자베스 모스
- 클로저 - 카이라 세드윅

### TV드라마부문연기상(남자)
- 보드워크 엠파이어 - 스티브 부세미 수상
- 브레이킹 배드 - 브라이언 크랜스톤
- 덱스터 - 마이클 C. 홀
- 매드 맨 - 존 햄
- 하우스 M.D. - 휴 로리

### 코미디부문 앙상블연기상
- 모던 패밀리 - 제이슨 와이너 수상
- 30 락 - 아담 번스타인
- 글리 - 라이언 머피
- 핫 인 클리브랜드 - 데이빗 트레이너 외 2명
- 오피스 - 에이미 헥커링 외 6명

### 코미디부문연기상(여자)
- 핫 인 클리브랜드 - 베티 화이트 수상
- 간호사 재키 - 에디 팔코
- 30 락 - 티나 페이
- 글리 - 제인 린치
- 모던 패밀리 - 소피아 베르가라

### 코미디부문연기상(남자)
- 30 락 - 알렉 볼드윈 수상
- 모던 패밀리 - 타이 버렐
- 오피스 - 스티브 카렐
- 글리 - 크리스 콜퍼
- 모던 패밀리 - 에드 오닐

### TV영화/미니시리즈부문 연기상(여자)
- 템플 그랜딘 - 클레어 데인즈 수상
- 템플 그랜딘 - 캐서린 오하라
- 템플 그랜딘 - 줄리아 오몬드
- 사랑이 부족할 때: 로이스 윌슨 이야기 - 위노나 라이더
- 유 돈 노우 잭 - 수잔 서랜든

### TV영화/미니시리즈부문 연기상(남자)
- 유 돈 노우 잭 - 알 파치노 수상
- 유 돈 노우 잭 - 존 굿맨
- 특별한 관계 - 데니스 퀘이드
- 카를로스 더 자칼 - 에드가르 라미레스
- 맥베스 - 패트릭 스튜어트

### TV부문 스턴트 상
- 트루 블러드 수상
- 번 노티스
- CSI - 뉴욕
- 덱스터
- 사우스랜드